# Monasterio Mater Ecclesiae
El monasterio Mater Ecclesiae (en español: Madre de la Iglesia) es un monasterio de clausura monástica en la Ciudad del Vaticano. Fue también la residencia del papa Benedicto XVI desde su renuncia y hasta su muerte.
El monasterio, nombrado en honor a la Virgen María, se encuentra en la colina Vaticana en el interior de los jardines del Vaticano y cerca de la fuente Aquilone. El edificio fue construido entre 1992 y 1994 en el lugar de un edificio administrativo del Cuerpo de Gendarmería de la Ciudad del Vaticano y consta de cuatro pisos, con ambientes en común y doce celdas monásticas, un ala de alrededor de 450 metros cuadrados, una capilla, el coro para las claustrales, la biblioteca, un pequeño jardín y un robusto muro que delimita la zona de clausura. Hay además un huerto en el que se cultivan frutas y verduras.

## Origen fundacional
Mater Ecclesiae fue fundada por san Juan Pablo II a fin de contar con un grupo de monjas contemplativas dentro de la Ciudad del Vaticano para rezar por el papa y la Iglesia. Esta tarea fue, al inicio, de la competencia de las Hermanas Clarisas. Esta asignación se desplazó, sin embargo, cada cinco años a otra orden religiosa femenina. Con el inicio de las obras de renovación en noviembre de 2012, las últimas monjas se mudaron.
En 2024, tras la muerte del papa Emérito Benedicto XVI, el monasterio fue reocupado por monjas contemplativas, benedictinas de la Abadía de Santa Escolástica de la Victoria (diócesis de San Isidro, provincia eclesiástica de Buenos Aires).

## Órdenes religiosas femeninas residentes en el monasterio
- Orden de Santa Clara (1994 – 1999)
- Orden de las Carmelitas Descalzas (1999 – 2004)
- Orden de San Benito (2004 – 2009)
- Orden de la Visitación de Santa María (2009 – 2012)

Después de haber servido como residencia para el papa emérito Benedicto XVI, el monasterio fue reocupado por:
- Benedictinas de la Abadía de Santa Escolástica de la Victoria (2024 – )

## Residencia del papa emérito Benedicto XVI
Benedicto se retiró del papado en febrero de 2013. Desde el 2 de mayo, el monasterio se convirtió en su residencia como papa emérito.
Allí vivió junto con su secretario privado Georg Gänswein, cuatro laicas consagradas de la comunidad Memores Domini (que le ayudaron con las labores domésticas) y un diácono belga. Además, hay disponible una habitación, en la que solía alojarse su hermano, Georg Ratzinger, cuando este le visitaba, antes de su muerte en 2020.
De este modo, Benedicto vivió cerca de su sucesor, el papa Francisco, en el propio Vaticano, siendo esto un acontecimiento único en la historia de la Iglesia católica.
También un acontecimiento único es que un papa organice y presida el funeral de otro.